# ゲールデ
ゲールデ (ドイツ語: Gehrde) は、ドイツ連邦共和国ニーダーザクセン州オスナブリュック郡北部のザムトゲマインデ・ベルゼンブリュックを構成する町村（以下、本項では便宜上「町」と記述する）である。

## 地理

### 位置
ゲールデはアルトラントに位置する。ハーゼ川が町域の北西部をかすめている。

### 地質学と水理地質学
ゲールデは、北ドイツ低地に位置している。ゲールデ周辺の地域は主に氷河・河川の堆積物で形成されている。その最上層は、ローム質および砂質の更新世の堆積物からなる。ボーリング調査の結果は、最上層の厚さはおよそ 5 -7 m であることを示している。この層の下には約 10 m の厚さのローム質および泥灰質の堆積層がある。25 - 30 m の深さにある砂質の地層は、地下水の豊かな帯水層を形成している。帯水層の最も浅い箇所は 2 - 6 m の深さにある。

### 気候
北海からの湿った北西風の影響を受ける温帯海洋性気候である。ゲールデの年間平均気温は 8.5 - 9.0 ℃、年間降水量は約 700 mm である。5月から8月までの間に平均 20 -25日の夏日がある。

### 隣接する市町村
ゲールデは、北はバートベルゲン、西はベルゼンブリュック、南はリーステ、東はノイエンキルヒェン＝フェルデンおよびホルドルフ（ともにフェヒタ郡）と境を接している。

### 自治体の構成
ゲールデの町は以下の地区からなる:
- ドルフ・ゲールデ（行政機関の所在地）
- バウエルシャフト・ゲールデ
- グロース・ドレーレ
- ヘレ
- クライン・ドレーレ
- リュスフォルト

## 歴史
バウエルシャフト・ゲールデは977年に皇帝オットー2世の文書に Girithi として初めて記録されている。ドレーレは973年に trele としてオットー1世の文書に記述があり、リュスフォルトは880年の史料にその名が見られる。1309年からヘレが、1350年からクライン・ドレーレが史料に登場する。ドルフ・ゲールデは1251年頃に初めて成立した。
地名研究家のウドルフ教授は NDR の番組内でゲールデ (Gehlde) の地名を解読した。最も古い形の Girithi は言語学的にゲルマン語起源であると判る。このため、ゲールデ周辺の継続的な定住は中世初期（6世紀）の民族移動開始時期にあたる。
しかし、ヴェルデンの土地台帳（現在のエッセン・アン・デア・ルールにあったヴェルデン帝国修道院の租税台帳）に hriasforda という表記でゲールデ内の地区（現在のリュスフォルト Rüsfort）が初めて明記されているのは880年である。リュスフォルトは当時、北東のレリガウへ向かう修道士の街道の宿場であった。ハーゼ川沿いにあるリュスフォルトでは、明らかに早い時代から文明化が進んでおり、885年から886年にヴァイキングによる略奪が行われた。ヴァイキング（ノルマン人）はロングシップで川を遡り、様々な集落を略奪した。たとえば、885年にはデュースブルクにまで達した。別の軍勢はエムス川とハーゼ川を遡り、目標とする集落を探索し、リュスフォルトにも達したのである。
しかしこの集落はこの状態から速やかに復興し、この地域の権力的な中心地となった。977年に文献に記録されているリュスフォルトの領主はハーゼ川中流域東岸の地域を領していた。これにはドレーレ、ゲールデ、ヴェーデルが含まれた。この所領は非常に重要で、オットー大帝自身が973年にこの地を訪れ、ドレーレ (treli) で文書を作成している。グロース・ドレーレは2013年に祝典を開催し、これを記念した。
この町は、1000年になる以前に、880年、885/6年、973年、977年と4回文書記録が遺されている。北西ドイツの農村で、これほど早い時期にこれほど頻繁に記録が遺されている町は他にない。

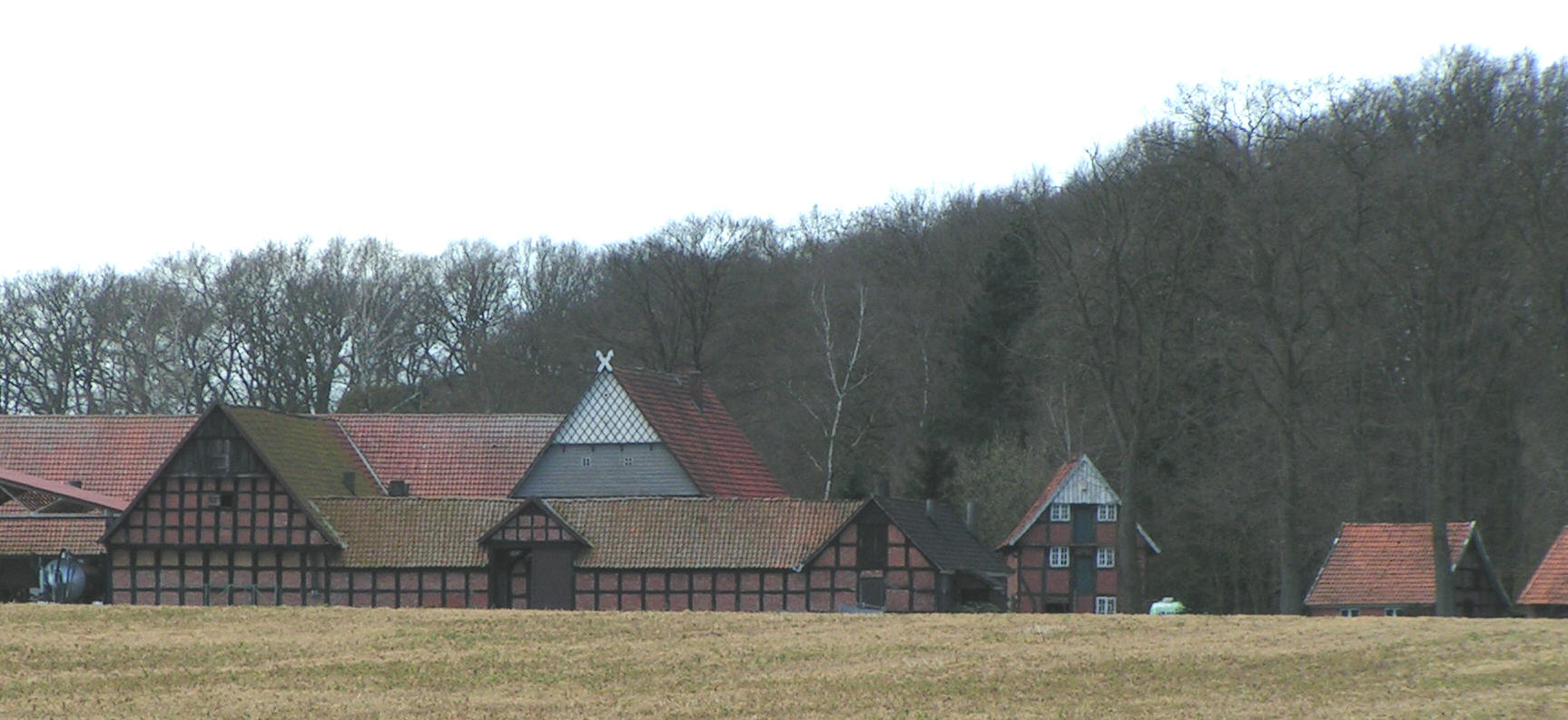
ゲールデの木組み建築

当時この地域は、3つの小集落状の農家群 (treli、girithi、hriasforda) があるだけの人口が極めて疎らな土地であった。それぞれの集落の自営農家（現代的な意味のそれではない）は6軒を超えなかった。やがて、現在ランゲ通り沿いの戦没者記念碑が建てられている場所に、防衛施設を備えた領主館が建設された。ここに住むリュスフォルトの領主のために領主の私有教会として木組み建築の礼拝堂も建てられた。現在のドルフ・ゲールデは教会を含め存在していなかった。
ドルフ・ゲールデは1225年以後に成立した。当時領主はすでにランゲ通り沿いの領主館に住んでおらず、小川の近くの「城砦」に移り住んでいた。この小川は堰き止められ、堀として機能しただけでなく、水車を駆動するのにも用いられた。集落が拡大したことを承けて、リュスフォルトの領主は公共の教会を設立した。現在教会がある場所に木造の建物があった。アクゼ城（フェルト通りの端）と教会を中心に、手工業と商業の集落は発展し、やがてゆっくりと現在のドルフ・ゲールデに成長していった。
町の中心は、教会を囲む墓地の縁にあった。これらの小屋は後に教会の倉庫となった。現在はさらに家屋となっている。これらは14世紀後半に今度は石造りで建てられた教会の南側にある。
ハーゼ川上流のエッフェルン採石場で切り出された教会の石材はおそらく、水路を通ってゲールデに運ばれた。1990年代に教会沿いの幅広い堀の構造が明らかとなった。文書で知られていた物に加えてもう1つ別の水車が合ったことも判明した。
ゲールデ周辺にはかつて広い範囲に、現在のシュプレーヴァルトのような水域が広がっていた。他の地域も繰り返し洪水に浸かり、耕作地はわずかに高い「島」にのみ設けられた。
ごく小さな集落だったドルフ・ゲールデには手工業者（たとえばタバコ巻き職人、染色家、パン焼き）や商人（糸商人、家畜商人）が住んでおり、土地は耕作されていなかった。このために、ほとんどの農村住民が土地領主に支配されていたのに対し、自由で独立していた。だが、三十年戦争の末期以降人口は急速に増加し、人々は納屋、パン焼き小屋、炭焼き小屋で生活しなければならなくなった。1830年以後、アメリカ合衆国への移住が解禁された。その後の100年間で文字通り数千人の人がゲールデ周辺から移住した。現在ゲールデからの移住者の子孫が繰り返し姿を現し、自らのルーツを訪ねて行く。
ニューヨークにはゲールデ出身の移住者多くいた。彼らはここでゲールダー・クラブやゲールダー射撃協会を設立し、会の中では低地ドイツ語が話された。この町では、ほとんどすべての家族がアメリカ合衆国に親戚がいる。アメリカで裕福に、あるいは極めて裕福になった者もいた。リュスフォルトのシュルテ家は、1917年に接収されるまで、サンフランシスコの多くの部分を所有していた。
故郷に残った人の中にもめきめき状況を改善していった者があった。大きく誇らしげな農家が建設され、これらは現在も豊かなアルトラントの観光的な光景を印象づけている。しかし、こうしたステレオタイプなイメージは住民の大部分が小さな藁葺きの家に窮屈な思いで住んでいたという事実を覆い隠すものである。農場の使用人は普通、馬小屋の上に寝室を持っていた。
こうした状況は20世紀前半になってやっと徐々に終息していったが、1945年以後難民や放逐された人々の波がゲールデに達し、今日ではほとんど考えられないような住環境となった。難民たちは戦争捕虜や強制労働者たちの仕事を引き継ぎ、多くが農業に従事した。
ユダヤ人はゲールデにはほとんどいなかった。家畜商のペルスは、環境が逼迫する中、家族と共にアムステルダムに移住した。ここでペレス家はアンネ・フランクの隣人となり、このためこの家族はホロコーストの無名の犠牲者と一線を画すこととなった。
ゲールデは、アルトラント全体がそうであったように、早くからナチスに「占領」された。表だった抵抗運動は知られていない。特に教師たちはナチスに忠実で、住民の教化に寄与した。それでもトヴェルベック家のように敵国の放送を聴き、ゲールデで危機を訴えた者もいた。戸籍役場の役人だったトヴェルベックは勇敢にも、危機的状況の数人を「アーリア系の祖母を持つ」として救った。
イギリス軍が進軍してくる直前、水車小屋で町のすべての記録がSSの兵士によって焼却された。1945年以後にイギリス軍の再教育機関を受講したゲールデ住民はわずか数人だけであった。
経済復興が始まると、ゲールデでも工業中心の急速な変化が起こった。これにより、農業分野に機械化と合理化の圧力がかかるようになった。「成長か消失か」というスローガンが叫ばれた。ゲールデでもこうしたプロセスを切り抜けられたのはわずかに数軒の農家だけであった。村の多くの小さな会社も解散せざるを得なかった。成長してきた教会の村の周辺は無人となってしまった。

### 町村合併
1972年7月1日にグロース・ドレーレ、ヘレ、クライン・ドレーレおよびリュスフォルトがこの町に合併した。

## 住民

### 人口推移
以下の表は、各年の12月31日時点での町域における人口を示している。
数値は、1987年5月25日の人口調査結果に基づくニーダーザクセン州統計およびコミュニケーション技術局の研究結果である。
1961年（6月6日）と1970年（5月27日）の数値は、1972年7月1日に合併した地域の人口を含む人口調査の結果である。
| 年   | 人口（人） |
| ---- | ---------- |
| 1961 | 1,647      |
| 1970 | 1,502      |
| 1987 | 1,499      |
| 1990 | 1,544      |
| 1995 | 1,997      |
| 2000 | 2,282      |
| 2005 | 2,491      |
| 2010 | 2,507      |
| 2011 | 2,483      |

### 宗教
この町の教会は元々アンクムに属していた。13世紀の初めに礼拝堂が建設され、アンクムの助任司祭が管轄していた。この保護権はベルゼンブリュック修道院によって廃止されるまで続き、修道院の後は領主に移された。オスナブリュック司教領の宗教的支配関係の停止を定めた1650年の capitulatio perpetua でゲールデはルター派の地域に組み込まれた。
ゴシック様式の聖クリストフォルス教会は、14世紀にエッフェルンの砂岩で建設された。内陣は1822年に拡張された。西塔の3重のボンネット型屋根は1740年に建設された。

## 行政

### 議会
ゲールデの町議会は13議席からなる。

## 経済と社会資本

### 交通
連邦道 B214号線が町内を南西から北東に通っている。町内の見所の大部分は観光街道アルトラント＝ルートで結ばれている。ゲールデからベルゼンブリュックへのオスナブリュック交通会社のバス路線がある。

## 人物
- ヘルマン・ファン・ペルス（1898年 - 1944年）アンネ・フランクと隠れ家に同居した人物。ホロコーストの犠牲者。